# Niklas Schneidermann
Niklas Schneidermann (født 13. januar 1973) er en dansk guitarist og medlem af det danske rockband Magtens Korridorer.

## Diskografi

### Solokarierre
- Runaway (album, 2016)
- Udansk / Nudansk (EP, 2018)

### Med Magtens Korridorer
- Friværdi (2005)
- Det krøllede håb (2007)
- Milan Allé (2009)
- Imperiet falder (2011)
- Før alting bliver nat (2014)
- Halvt til helt (2018)
- Club Promise (2021)